# Ringu (boek)
Ringu (Engelse vertaling: Ring) is een Japanse horror van Kôji Suzuki. De Amerikaanse uitgever Vertical Limit Inc heeft het boek vertaald. Ringu is in 1999 verfilmd met een bescheiden budget van $ 1.200.000,-, zie Ringu (film). Enkele jaren later is de Amerikaanse remake gemaakt, zie The Ring.

## Inhoud
Kazuyuki Asakawa is verslaggever voor een tijdschrift. Zijn nicht sterft een plotselinge dood. Na eigen onderzoek blijkt dat drie van haar vrienden op exact hetzelfde ogenblik zijn overleden. Alle vier hebben een videoband bekeken. Asakawa komt erachter dat wie deze videoband bekijkt, na zeven dagen komt te overlijden. Hij bekijkt zelf de beelden en gaat samen met een collega het raadsel oplossen.
Wat blijkt is dat de beelden op de videoband afkomstig zijn van Sadako Yamamura. Tijdens haar fysieke leven beschikte zij over telepathische gaven. Ze is door haar eveneens door telepathie gekwelde moeder in een waterput nabij haar woning gegooid. Decennia later leeft Sadako's geest voort. Inmiddels is er een vakantieoord op de locatie van de woning gebouwd. Boven op de waterput is een vakantiehuisje gebouwd waar de nicht van Asakawa en haar drie vrienden de videoband hebben bekeken.
Asakawa theoretiseert dat de videoband een soort virus met zich meedraagt. Hoe deze gestopt kan worden weet hij echter niet. Precies zeven dagen na het bekijken van de band moet hij het lot van zijn nicht delen.

## Trivia
- In het boek sterven Sadako's slachtoffers door veroudering. De huid en het haar verkleuren in korte tijd en ze krijgen een hartaanval. De hartaanval lijkt veroorzaakt door schrik; de slachtoffers overlijden pas nadat ze zichzelf of elkaar hebben zien verouderen. De uit de Japanse verfilming bekende televisiescène wordt nooit genoemd; de filmregisseur Hideo Nakata haalde zijn inspiratie uit de sciencefictionfilm Videodrome. Voor de Amerikaanse verfilming is deze scène gekopieerd en ietwat aangepast.